# Michael O'Neill
Michael O'Neill (Portadown, Reino Unido, 5 de julio de 1969) es un exfutbolista y entrenador de fútbol que dirige a la Selección de Irlanda del Norte.

## Trayectoria
O'Neill comenzó su carrera en Irlanda del Norte con el Coleraine, antes de jugar para varios clubes de Inglaterra, Escocia y Estados Unidos, entre ellos el Newcastle United, Dundee United, Hibernian, Wigan Athletic y Portland Timbers. Fue internacional 31 veces con Irlanda del Norte, en las que anotó cuatro goles.
Su primer trabajo como técnico fue con el Brechin City, al que dirigió entre 2006 y 2008, cuando aceptó el puesto en el Shamrock Rovers. Después de haber ganado dos títulos de la Liga de Irlanda y la Copa Setanta con los Rovers, se hizo cargo de la selección de fútbol de Irlanda del Norte en 2012. Bajo la dirección de O'Neill, Irlanda del Norte se clasificó para la Eurocopa 2016, siendo su primera participación en el tornero continental.
El 8 de noviembre de 2019 asumió el cargo de entrenador del Stoke City, estando el equipo en el 24.º y último puesto en la clasificación con 8 puntos, compaginando el cargo con el de seleccionador norirlandés. El 22 de abril de 2020, tras cancelarse en marzo los play-offs de clasificación para la Eurocopa debido a la pandemia de coronavirus, abandonó el cargo de seleccionador. Dejó el cargo del Stoke City en agosto de 2022 tras ser destituido después de haber ganado uno de los cinco primeros partidos de la temporada.
El 7 de diciembre de 2022, O'Neill regresó para una segunda etapa como entrenador de Irlanda del Norte con un contrato de cinco años y medio.

## Clubes

### Como entrenador
| Club                  | País              | Año           |
| --------------------- | ----------------- | ------------- |
| Brechin City F. C.    | Escocia           | 2006-2008     |
| Shamrock Rovers F. C. | Irlanda           | 2008-2011     |
| Selección nacional    | Irlanda del Norte | 2011-2020     |
| Stoke City F. C.      | Inglaterra        | 2019-2022     |
| Selección nacional    | Irlanda del Norte | 2022-presente |